# Bhim Singh II
Bhim Singh II (Kota, 14 settembre 1909 – Kota, 20 luglio 1991) è stato un principe e politico indiano.
È stato Maharaja di Kota dal 1940 al 1947. Fu successivamente Rajpramukh (1948) e poi Uprajpramukh (1948-1956) dell'Unione del Rajasthan fino alla sua inclusione nel moderno stato dell'India.

## Biografia
Unico figlio ed erede del maharaja Umed Singhji II, Bhim Singhji II succedette a suo padre dopo la sua morte nel 1940. Si mise subito al servizio del British Indian Army come ufficiale, prestando servizio nel corso della seconda guerra mondiale e guadagnandosi la promozione a maggiore nel 1948. Come governante, pianificò diverse riforme nel campo dell'educazione e diverse modernizzazioni per il suo stato, ma non riuscì a portarle avanti prima per la guerra e poi per l'indipendenza indiana. Il 15 agosto 1947, infatti, siglò l'Instrument of Accession al Dominion dell'India e l'anno successivo, il 25 marzo, Bhim Singhji accettò l'unione del Kota agli stati dell'Unione del Rajasthan Union divenendone il primo Rajpramukh, divenuto poi Uprajpramukh (vice-Rajpramukh) quando venne sostituito dal maharana di Udaipur, un principe che vantava un rango più alto del suo. Sir Bhim Singhji continuò a svolgere i suoi incarichi anche in seno alla repubblica indiana sino a quando questi non vennero aboliti dal governo il 31 ottobre 1956 con una riforma completa degli stati.
Nel 1956, Bhim Singhji fu delegato per un anno all'Assemblea Generale delle Nazioni Unite. Nel 1959 divenne presidente dell'ufficio del Rajasthan per la tutela della fauna selvatica.
A partire dal 1971, sotto il regime di Indira Gandhi, venne privato dei suoi poteri, dei suoi privilegi e dei titoli concessigli. Morì nel 1991.

### La passione per lo sport

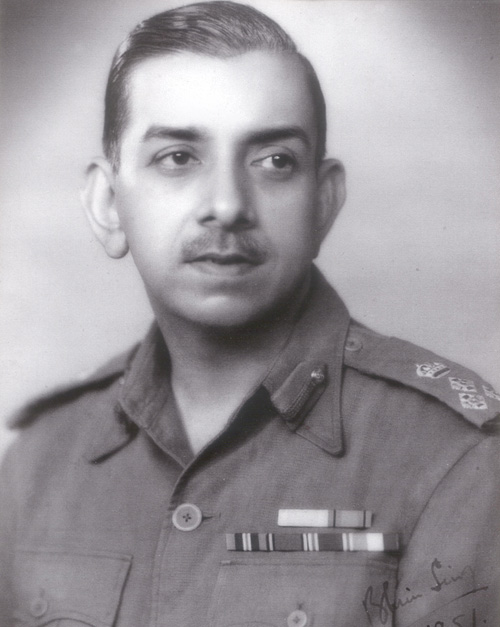
Bhim Singh II

Esperto tiratore, fu capitano della squadra indiana di tiro a segno al campionato mondiale che si tenne a Singapore nel 1969, alle olimpiadi estive del 1976 ed ai giochi asiatici del 1978.

## Matrimonio e figli
Il 30 aprile 1930, Bhim Singhji II sposò Shivkumari Sahiba (1 April 1916–?), figlia minore del maharaja Ganga Singh di Bikaner. La coppia ebbe un figlio e due figlie:
- Brijraj Singhji Sahib Bahadur, che succedette al padre come capo della casata (21 febbraio 1934– 29 gennaio 2022)
- Indira Kumari Sahiba (1937–), che nel 1960 sposò Bikramaditya Singh Sahib Bahadur (18 dicembre 1936–), raja di Rajgarh.
- Bhuvaneshwari Kumari Sahiba (29 maggio 1945–), che sposò negli anni '70 il thakur Sri Devi Singh di Malasar, ed ebbe due figlie gemelle.